# Cecilia (Luisiana)
Cecilia é uma Região censo-designada localizada no estado americano de Luisiana, na Paróquia de St. Martin.

## Demografia
Segundo o censo americano de 2000, a sua população era de 1505 habitantes.

## Geografia
De acordo com o United States Census Bureau tem uma área de
4,5 km², dos quais 4,5 km² cobertos por terra e 0,0 km² cobertos por água. Cecilia localiza-se a aproximadamente 2 m acima do nível do mar.

## Localidades na vizinhança
O diagrama seguinte representa as localidades num raio de 20 km ao redor de Cecilia.